# Albert Oldman
Albert Leonard Oldman (Mile End, Londres, 18 de novembre de 1883 – Upminster, Londres, 15 de gener de 1961) va ser un boxejador anglès que va competir a principis del segle xx.
El 1908 va prendre part en els Jocs Olímpics de Londres, on guanyà la medalla d'or de la categoria del pes pesant del programa de boxa, en guanyar per Ko la final contra Sydney Evans.
Va treballar de policia a la Royal Horse Guards i a la Policia de la ciutat de Londres. El 1910 emigrà per unir-se al cos de policia de Ceilan.